# Les Époux scandaleux
Pour plus de détails, voir Fiche technique et Distribution.
Les Époux scandaleux est une comédie sentimentale française réalisée par Georges Lacombe, sortie en 1935.

## Fiche technique
- Titre original : Les Époux scandaleux
- Réalisation : Georges Lacombe
- Scénario : Fortuné Paillot et Marcel Pollet, d'après le roman de Fortuné Paillot (paru aux éd. Flammarion en 1921[1])
- Adaptation et dialogues : Charles Spaak
- Photographie : Michel Kelber et Julien Ringel
- Son : Jean Dubuis
- Musique : Marcel Pollet
- Société de production : Fina Film Production
- Pays de production : France
- Format : Noir et blanc - 1,37:1
- Genre : comédie dramatique
- Durée : 90 minutes
- Date de sortie : 
  - France : 12 juillet 1935

## Distribution
- René Lefèvre : Jean
- Suzy Vernon : Loulou
- Maurice Escande : Desbonnières
- Jeanne Aubert : Jeanne Aubry
- Pierre Finaly : M. Desbois
- Gaston Dupray : Maître Lepoutre
- Mathilde Alberti : l'aubergiste
- Jean Brochard : l'ouvrier
- Marcel Charvey : le bijoutier
- Mona Dol : Mme Moncourt
- Paul Forget : l'impresario